# مقاطعة كلاي (مينيسوتا)
مقاطعة كلاي (بالإنجليزية: Clay County)‏ هي إحدى مقاطعات ولاية مينيسوتا في الولايات المتحدة الأمريكية.